# Джонс, Рой
Рой Леве́ста Джонс-мла́дший (англ. Roy Levesta Jones Jr.; род. 16 января 1969, Пенсакола, Флорида, США) — американский боксёр-профессионал (с 1989 года). Серебряный призёр Олимпийских игр 1988 года. Абсолютный чемпион мира в полутяжёлой весовой категории. Чемпион мира в средней (версия IBF, 1993—1994), второй средней (версия IBF, 1994—1996), полутяжёлой (версия WBC, 1997, 1997—2002 и 2003—2004; версия WBA, 1998—2002; версия IBF, 1999—2002), в первой тяжёлой (версия WBU, 2013—2015, 2018; версия WBF, 2017) и тяжёлой (версия WBA, 2003) весовых категориях. В целом, победил 22 боксёров за титул чемпиона мира в четырех весовых категориях. Американская ассоциация журналистов, пишущих о боксе, и журнал «The Ring» назвали Джонса «Боксёром десятилетия» в 1990-х годах. Возглавлял рейтинг pound for pound (рейтинг лучших боксёров вне зависимости от весовой категории по версии журнала «The Ring») в 1996, 1999 и 2003 годах. Является рекордсменом по количеству побед в боях за титул объединённого чемпиона, а также обладателем самой длинной серии защит объединённого титула в полутяжелом весе. Первый боксёр за всю историю бокса, который стал чемпионом мира в среднем весе, затем сумел завоевать титулы во втором среднем, полутяжёлом и тяжёлом весах.
Кроме бокса, Рой Джонс известен своей музыкальной и актёрской карьерой. В 2001 году он записал свой первый альбом в стиле рэп, а в 2003 снялся в фильме «Матрица: Перезагрузка» в роли капитана Балларда.
Обладает также российским гражданством.

## Любительская карьера
Рой Джонс-младший родился 16 января 1969 года в небольшом городке Пенсакола в штате Флорида. С самого детства его отец, Рой Джонс-старший, в прошлом боксёр, пытался привить Рою любовь к боксу. Но только с 10 лет Рой начал заниматься боксом. Имея вес не более 32 кг, Джонс побеждал 14-летних соперников, весом килограмм под 40. В 11 лет он выиграл турнир «Золотые Перчатки» штата Алабама (отправив соперника по финалу в нокаут ударом в корпус), а затем ещё четыре года подряд повторял этот успех. В 1982 году Джонс одержал в рамках турнира Sunshine State Games победу по очкам над человеком, который доставит ему в будущем большие неприятности в профессионалах. Им был его ровесник Антонио Тарвер. В 1984 году Джонс выигрывает Юниорские Олимпийские игры в США, а ещё через два года выигрывает престижный национальный турнир США «Золотые перчатки» в весе до 64 кг, победив в финале по очкам Виктора Левина. Ещё через год он повторно завоюет этот титул, но уже в весе до 71 кг, одолев в финале Рэя Макэлроя.
В 1986 году Рой проиграл по очкам в полуфинале Игр доброй воли советскому боксёру Игорю Ружникову, завоевав бронзу. Ещё одно известное поражение случилось, когда он пытался третий год подряд выиграть национальные «Золотые перчатки». В предварительных встречах Джонс одержал победы в трёх встречах, в том числе победил Томаса Тейта (по очкам) и чемпиона США в весе до 165 фунтов (74,8 кг) Фабьена Уилльямса (нокаутом в третьем раунде). В полуфинале же ему выпало встретиться с Джеральдом Макклелланом. Все три раунда прошли в высоком темпе с большим количеством ударов с той и с другой стороны, но в результате все пятеро судей посчитали, что лучше выглядел Макклеллан (по словам известного тренера Эммануэля Стюарда, у него сохранилась запись того боя, однако подтверждения этого пока нет). Однако победителю досталось от Джонса так сильно, что он больше месяца после этого не участвовал даже в спаррингах, из-за того, что у него болела челюсть после ударов Роя. Также Джонс упоминал в интервью после второй встречи с Тарвером, что одно из его поражений в любителях было нокаутом, но не сказал, кому именно он тогда проиграл.
Джонсу предстояло пробиться на Олимпийские игры 1988 года в Сеуле. Для начала ему надо было попасть в финальный отборочный турнир, в котором каждое место в национальной сборной оспаривали между собой 8 участников:
- победитель и серебряный призёр национального турнира США (победителем в весе до 71 кг стал Фрэнки Лайлз, в том числе одержав победу над Джонсом по очкам, причём Рою был даже отсчитан стоячий нокдаун; второе место занял извечный соперник Лайлза, Тим Литтлз);
- победитель национальных «Золотых Перчаток» (им стал Рэй Макэлрой, победивший в финале Макклеллана);
- чемпион Вооружённых сил США;
- участник чемпионата Вооружённых сил, прошедший квалификационный отбор;
- два победителя отборочных турниров — Восточного и Западного (на Западе им стал Томас Тейт);
- а также один боксёр, выбранный Федерацией любительского бокса США, который, по их мнению, заслуживает того, чтобы попасть на Олимпийские игры.

После поражений в первых двух турнирах Джонс пытался выиграть Восточный отборочный турнир, перейдя при этом на категорию ниже (до 66,5 кг), однако выиграв первый бой, он не смог уложиться в рамки веса во втором и был дисквалифицирован. Единственный шанс для него оставался в том, чтобы быть выбранным Федерацией бокса, что и случилось. В результате Джонс выиграл финальный отборочный турнир, дважды победив по очкам с минимальным преимуществом Фрэнки Лайлза. Бои были очень упорные, однако Джонсу удавалось раз за разом с сериями ударов сокращать дистанцию, выгодную более высокому и длиннорукому противнику.
Джонс представлял Соединенные Штаты на Сеульских Олимпийских играх 1988 года, где он завоевал серебряную медаль. Он доминировал над соперниками, никогда не проигрывая ни одного раунда в финале. Его участие в финале было встречено спорами, когда он проиграл решением 3-2 южнокорейскому боксёру Пак Си Хуну, несмотря на то, что он фактически перебил Пака в течение трех раундов, проведя 86 акцентированных ударов против 32 ударов от соперника. После этого сам Пак извинился перед Джонсом, и американский рефери, поднимая руку корейскому спортсмену, сказал при этом Джонсу, что он ошеломлён решением судей: «Я не могу поверить, что они творят такое с тобой!». Вскоре после этого один из судей признал, что это решение было ошибкой, и все трое судей, голосовавшие против Джонса, были в конечном итоге отстранены от должности.

### Олимпийские игры
Путь к финалу Олимпийских игр начался для Джонса с впечатляющей победы над Мтендером Макаламбой, из Малави. В самом начале боя он отправил соперника в нокдаун, а к середине первого раунда всё завершилось нокаутом. Далее Джонс последовательно победил по очкам с подавляющим преимуществом Майкла Франека (Чехословакия), Евгения Зайцева (СССР) и Ричи Вудхола (Великобритания).
В финале турнира по решению судей, которое считается одним из самых несправедливых в истории Олимпийских игр, южнокорейский противник Роя, Пак Сихун, получил золото, выиграв со счётом 3:2. Это было шоком для всех, включая самого корейца, не говоря уже о потрясённом до глубины души таким развитием событий Джонсе и его отце, очень эмоционально болевшем за сына на трибунах на протяжении всего турнира. Джонс доминировал во всех трёх раундах, во втором раунде корейцу был отсчитан стоячий нокдаун. Рой обладал подавляющим преимуществом по ударам, как потом подсчитали, в первом раунде он попал 20 ударов из 85, Пак Сихун лишь 3 удара из 38, второй раунд — Джонс 39/98, Пак 15/71, третий раунд — Джонс 36/120, Пак 14/79. Однако судьи посчитали иначе. Представители СССР и Венгрии отдали победу Джонсу со счётом 60-56. Судьи из Уругвая и Марокко отдали победу корейцу со счётом 59-58, посчитав, что тот выиграл 2 и 3-й раунды (притом, что в каждом из них Джонс нанёс больше точных ударов, чем Пак за весь бой). Последний судья, из Уганды, насчитал ничью, однако когда для разрешения ничейного результата ему пришлось выбирать победителя, он предпочёл представителя Кореи, как якобы имевшего преимущество в бою.
Пак Сихун после своей «победы» через переводчика сказал Рою, что он извиняется за произошедшее, он знает, что проиграл бой, и что победу ему подарили судьи. В связи с разгоревшимся скандалом Международный олимпийский комитет (МОК), пытаясь исправить положение, вручил Рою приз Вэла Баркера. В марте 1989 года Международная ассоциация любительского бокса отклонила жалобу Федерации бокса США по данному бою на основании того, что та не была подана в течение 30 минут после окончания боя, как положено правилами. Однако, по словам президента Ассоциации Анвара Чоудри, даже если бы она была подана по правилам, она всё равно была бы отклонена за недостаточностью доказательств дачи взятки. В 1996 году представители Федерации бокса США подали ещё одну жалобу в МОК о признании факта взятки судьям, отдавшим победу Пак Сихуну, на основании признания рефери, судившего тот бой, а также данных, опубликованных в книге «Новый властелин колец: Коррупция на Олимпийских играх, или Как купить себе медаль» (автор — британский журналист Эндрю Дженнингс), где упоминались взятки, данные на тех Играх, согласно рассекреченным документам спецслужб ГДР. Рефери Альдо Леони из Италии пересказывал слова аргентинского судьи Осбальдо Бисбаля, с которым он на Играх делил комнату в гостинице, что его и двух других судей привели в офис Корейской федерации бокса и дали им конверты с деньгами. А когда Бисбаль отказался их взять, он был отстранён от судейства предстоявшего боя. В начале августа 1996 года жалоба была принята к рассмотрению МОК. В мае 1997 года исполнительный комитет МОК рассмотрел жалобу, но оставил решение, вынесенное судьями в том бою, без изменения.
Данный бой повлиял на введение новой системы очков в любительском боксе.

## Профессиональная карьера
Первым соперником Джонса на профессиональном ринге был Рики Рэндэл, который из своих 20 боёв проиграл 16. В бою от ударов Джонса он был два раза в нокдауне в первом раунде и один раз во втором. В итоге судья остановил встречу за явным преимуществом Роя Джонса.

### Средний вес

#### Бой за звание чемпиона мира с Бернардом Хопкинсом
22 мая 1993 года состоялся бой за вакантный титул в среднем весе по версии IBF между Бернардом Хопкинсом и непобеждённым Роем Джонсом. За счёт превосходства в скорости Джонс выбрасывал точные удары, на которые противник не успевал ответить. По итогам 12 раундов все судьи отдали победу Рою Джонсу с одинаковым счётом 116—112. Судья телеканала HBO Харольд Ледерман счёл, что Джонс победил с бо́льшим преимуществом 118—110. Позже Джонс заявил, что дрался с травмированной рукой. На тот момент оба боксёра ещё не получили статус звёзд, поэтому бой прошёл в андеркарте поединка Риддик Боу — Джесси Фергюсон.

### Суперсредний вес

#### Бой за звание чемпиона мира с Джеймсом Тони
18 ноября 1994 года состоялся бой двух непобежденных боксёров — чемпиона во 2-м среднем весе по версии IBF Джеймса Тони и претендента Роя Джонса. Джонс владел преимуществом в течение всего поединка, по своему обыкновению дурачась над Тони, строя ему рожи. В 3-м раунде Тони, которому, видимо, надоели эти шутовские выходки, решил в свою очередь поиздеваться над соперником и, присев на корточки, неосторожно подставил лицо. Джонс мгновенно обрушил на него град ударов и отправил в нокдаун. По итогам 12 раундов Джонс одержал убедительную победу. Так Тони, который до боя всячески демонстрировал презрение к Джонсу и уверенность в безоговорочной победе, потерпел полное поражение.

#### Защита чемпионского звания в бою с Брайантом Брэнноном
В октябре 1996 года Джонс вышел на ринг против непобеждённого Брайанта Брэннона. В середине 1-го раунда после серии ударов в голову Джонс послал Брэннона в нокдаун. Брэннон начал вставать, и его повело в сторону. На счёт 6 он смог встать. Джонс, издеваясь над противником, продолжил его избивать. В середине 2-го раунда Джонс встречным левым боковым в челюсть послал во 2-й раз противника в нокдаун. Брэннон вновь встал на счёт 6. Джонс бросился его добивать и загнал в угол. После серии мощных ударов он предложил рефери остановить бой. Рефери отказался. Тогда Джонс провел ещё серию ударов. Двойкой в голову он послал Брэннона в тяжёлый нокаут. Брэннон лежал на полу несколько минут.
Фрагменты боя были показаны в фильме «Адвокат дьявола».
После этого Джонс поднялся в полутяжёлый вес.

### Полутяжёлый вес

#### Дисквалификация в чемпионском бою с Монтеллом Гриффином
В марте 1997 года состоялся бой двух непобеждённых боксёров — Роя Джонса и Монтелла Гриффина. В конце 7-го раунда Джонс провёл правый крюк в голову, а затем, сблизившись, короткий левый хук в челюсть. Гриффин упал на канвас, но сразу же поднялся. Рефери отсчитал нокдаун. Гриффин не согласился с ним, посчитав, что упал от толчка. В конце 9-го раунда Джонс провёл два правых хука в голову. Гриффин задёргался. Джонс провёл ещё один правый боковой. Претендент отошёл к канатам. Чемпион вновь провёл правый хук. Гриффин отбежал от одних канатов. Джонс пробил точный левый хук в челюсть. Гриффин приблизился к канатам и опустился на колено. Джонс, увлекшись атакой, не заметил этого, и провёл правый хук в голову и левый боковой в челюсть. Гриффин упал. Рефери отсчитал до 10 и прекратил бой. Угол Джонса обрадовался окончанию боя. Однако затем им сообщили, что будет дисквалификация. После боя комментатор телеканала HBO Ларри Мерчант взял интервью у всех участников боя. Джонс сказал, что продолжил атаковать противника, так как не считал, что тот оказался в нокдауне, а счёл это за низкий нырок, в противном случае должен был вмешаться рефери. Джонс сказал, что раз рефери не вмешался, то и нокдауна не было. Рефери сообщил, что он вмешался вовремя, и что Джонс должен был прервать атаку, когда противник оказался на полу. Также он сообщил, что если бы Гриффин поднялся, то бой бы продолжился, а чемпион был бы оштрафован на одно или два очка. Претендент сказал, что Джонс ударил его, когда он опустился на колено. На подозрение о симуляции Гриффин ответил, что пропустил сильный удар и действительно не мог продолжать бой.

#### Бой с Монтеллом Гриффином II
В августе 1997 года состоялся матч-реванш между Монтеллом Гриффином и Роем Джонсом. Джонс был крайне раздосадован нападками в СМИ,которые учинили ему унизительный разнос за дисквалификацию в первом бою.
Тогда несколько ударов, нанесенные Джонсом после гонга на перерыв, стоили ему титула чемпиона. Не успела начаться ответная встреча, как Джонс, отправил противника в нокдаун, проведя молнеиносный левый крюк в голову, отбросивший того к канатам. Начало для Гриффина было обескураживающим. А Рой проводил встречу в несвойственной ему жесткой манере, стремясь скорее нокаутировать соперника. Нокаут последовал к концу первого же раунда. Рухнувший на ринг Гриффин несколько раз попытался встать, но терял равновесие и снова валился на пол. Рой Джонс, вернувший себе титул чемпиона мира, заявил на пресс-конференции: «Это вы (пресса, эксперты) заставили меня так поступить, я этого не хотел. Меня всегда занимал процесс поединка и я никогда не стремился к быстрому исходу. Но сегодня было необходимо, чтобы я таким жестоким образом доказал вам всем, что я лучший боксер мира, и мне это удалось».

#### Бой с Вирджилом Хиллом
25 апреля 1998 года Рой Джонс встретился с Вирджилом Хиллом. В середине 4-го раунда Джонс провёл правый хук по корпусу противника. Хилл, скорчившись от боли, упал на канвас. Он поднялся, но на счёт 10 находился всё ещё в полусогнутом состоянии. Рефери зафиксировал нокаут. Бой получил статус «нокаут года» по версии журнала «Ринг».

#### Бой за звание чемпиона мира с Лу Дель Валле
18 июля 1998 года состоялся объединительный бой в полутяжелом весе по версиям WBC и WBA между Роем Джонсом и Лу Дель Валле. Джонс доминировал весь бой: он заметно превосходил противника в скорости, количестве и точности ударов. В конце 8-го раунда Дель Валле пробил левый кросс в челюсть. Джонс упал на канвас, но сразу же поднялся. Это был 1-й нокдаун в его карьере. Часть экспертов сочла, что Джонс поскользнулся. Дель Валле бросился добивать противника, но не смог ничего сделать. По окончании поединка все судьи с разгромным счётом отдали победу Рою Джонсу.

#### Возможный бой с Джеймсом Дагласом
В конце 1998 года Рой Джонс решился встретиться с бывшим абсолютным чемпионом мира в тяжёлом весе Джеймсом Дагласом. Рой Джонс отказался от этого боя, после того как его отец посоветовал ему не встречаться с тяжеловесами.

#### Возможный бой с Дариушом Михальчевским
В период с 1999 по 2003 годы много говорилось о возможном бое между абсолютным чемпионом мира в полутяжёлом весе Роем Джонсом и обладателем титула WBO в том же весе осевшим в Германии поляком Дариушом Михальчевским. Команда Михальчевского настаивала на том, чтобы поединок прошёл в Германии. Рой Джонс боялся выступать за пределами США, так как опасался местных судей со времен сеульской Олимпиады, на которой его засудили. Поэтому такое условие было для него неприемлемым. В то же время Михальчевский был малоизвестен в США, потому его бой с Джонсом собрал бы незначительную кассу. Поединок между Джонсом и Михальчевским так и не состоялся.

#### Доминирование в полутяжёлом весе
13 мая 2000 года чемпион вышел на ринг против Ричарда Холла. Это был один из самых издевательских боёв Джонса. В 1-м раунде он дважды послал противника в нокдаун. После этого Джонс сбавил обороты и начал избивать противника, при этом к нокауту не стремился. Он имел большой процент чистых попаданий. В 11-м раунде издёвка достигла апогея — он провел несколько успешных атак, в том числе ударами-сальто. Комментаторы HBO начали возмущаться действиями рефери, который не останавливал бой. После того как Джонс загнал в угол Холла и начал забивать, рефери остановил бой. После боя комментатор Ларри Мерчант сказал, что Холл был «дико и брутально избит» (savage brutaly beating).
В сентябре 2000 года Джонс одержал победу над Эриком Хардингом.
В феврале 2001 года чемпион в 11-м раунде нокаутировал Деррика Хармона.
28 июля 2001 года Джонс вышел на бой против небитого Хулио Сесара Гонсалеса. Джонс доминировал весь бой. В 1-м раунде чемпион встречным левым хуком послал претендента в нокдаун. В 5-м раунде тем же левым хуком он вновь отправил Гонсалеса в нокдаун. В 12-м раунде Джонс снова левым хуком попал в челюсть претенденту. У того подкосились ноги, и он упал на колени, однако сразу же поднялся. По окончании 12 раундов Джонсу была присуждена единогласная победа.
2 февраля 2002 года Рой Джонс встретился с непобеждённым австралийцем Гленном Келли. В конце 3-го раунда Джонс провёл левый апперкот в челюсть. Келли упал на канвас. Он сразу же поднялся. В конце 6-го раунда Джонс провёл левый хук в печень, и австралиец, согнувшись, упал на настил. Он поднялся на счёт 8. В конце 7-го раунда Джонс убрал руки за спину, предоставив возможность для атаки со стороны австралийца, а потом в контратаке одним ударом — правым хуком в висок — отправил противника на канвас. Келли не смог подняться на счёт 10. Рефери зафиксировал нокаут.
7 сентября 2002 года испытать судьбу приехал британец Клинтон Вудс. Джонс в своей манере избивал противника. В 6-м раунде угол британца выбросил полотенце.

### Тяжёлый вес

#### Бой за звание чемпиона мира в тяжёлом весе с Джоном Руисом
1 марта 2003 года Джонс поднялся в тяжёлый вес и встретился с чемпионом мира по версии WBA Джоном Руисом. Джонс победил чемпиона. После этого он вернулся обратно в полутяжёлый вес.

#### Возможный бой с Виталием Кличко
В 2003 году после победы над Руисом WBA назначила Джонсу обязательного претендента Виталия Кличко, однако бой не состоялся.
Спустя достаточно долгое время Джонс прокомментировал это следующим образом:

— Против меня никто не хотел боксировать! После того, как я победил Джона Руиса и стал чемпионом мира, я имел полное право на большой бой против других чемпионов мира: Льюиса, Берда, Кличко.
Каждому из них была предложена встреча со мной. Все отказались. Поэтому не было никакого смысла пребывать в тяжёлом весе, и я его покинул в статусе чемпиона мира. Потому что после того, как я стал чемпионом мира, я был готов выйти на ринг против любого из них. Я не знаю, почему они отказались. Возможно, потому что понимали, что им не совладать с моей скоростью. Я много раз говорил о поединке с Кличко, даже сейчас не против такой возможности.

### Возвращение в полутяжёлый вес

#### Бой с Антонио Тарвером
8 ноября 2003 Джонс встретился с чемпионом мира в полутяжёлом весе по версии WBC Антонио Тарвером. В упорном бою Джонс победил решением большинства голосов судей. Зал встретил решение недовольным гулом. Тарвер не согласился с вердиктом судей.

#### Бой с Антонио Тарвером II
15 мая 2004 года состоялся 2-й бой между Антонио Тарвером и Роем Джонсом. Во 2-м раунде Тарвер левым хуком в челюсть отправил Джонса в нокаут. Во время удара глаза у Тарвера были закрыты. Джонс встал на счёт 10, но его шатало, и рефери Джей Нейди остановил бой. Этот нокаут получил звание «нокаут года» по версии журнала «Ринг».

#### Поражение от Глена Джонсона
25 сентября 2004 года Джонс встретился с Гленом Джонсоном. В 9-м раунде Джонсон прицельным ударом с правой руки, который пришёлся точно в голову, послал бывшего чемпиона в тяжёлый нокаут. Бой получил звание «апсет года» по версии журнала «Ринг».

#### Бой с Антонио Тарвером III
В октябре 2005 года Рой Джонс и Антонио Тарвер встретились в 3-й раз. Тарвер имел небольшое преимущество и победил единогласным решением судей.

#### Бой с Феликсом Тринидадом

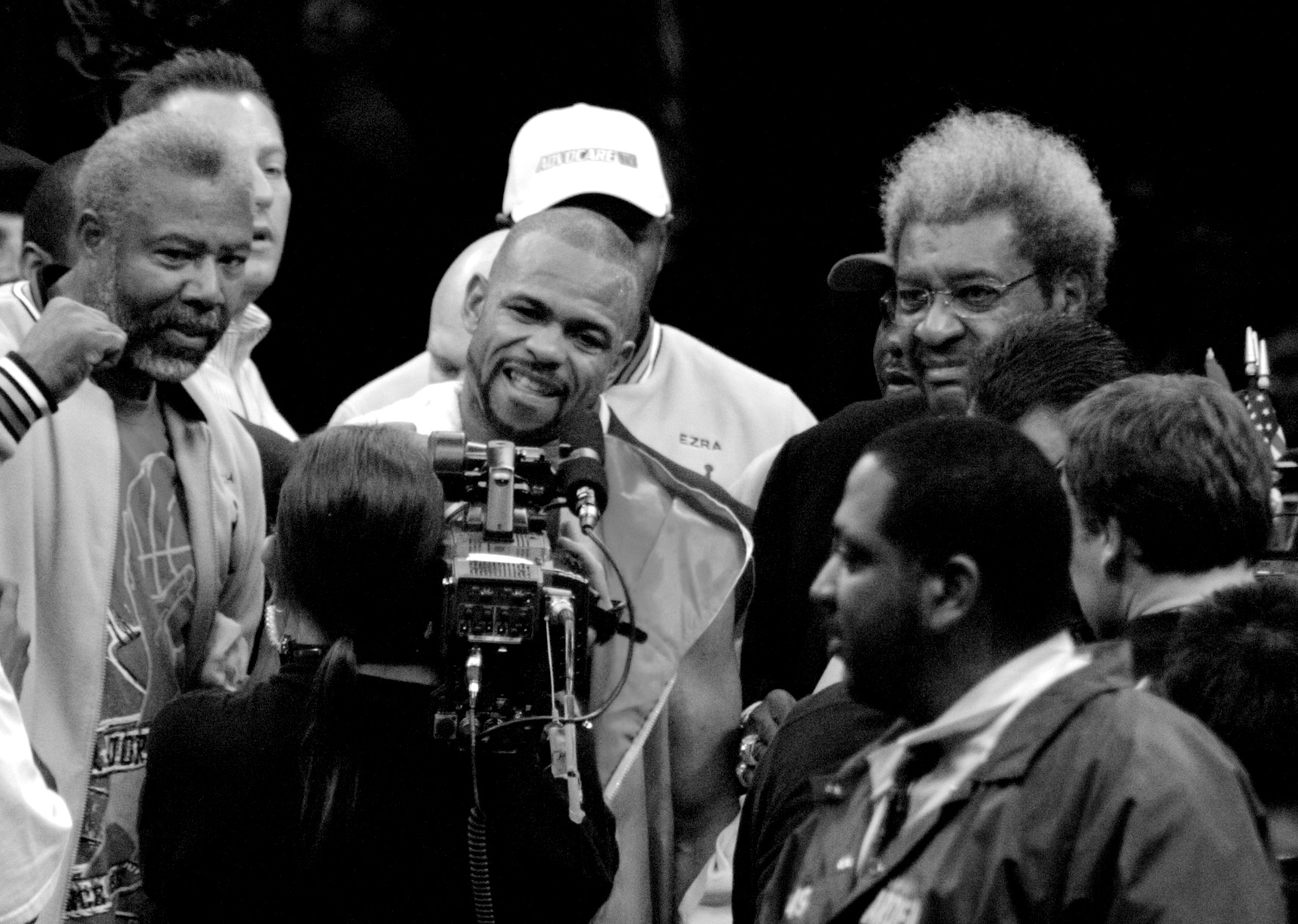
Рой Джонс после боя с Тринидадом

19 января 2008 года состоялся бой между Роем Джонсом и Феликсом Тринидадом. Первые три раунда Тринидад имел преимущество, но затем Джонс перехватил инициативу. В середине 7-го раунда Джонс провёл правый крюк в верхнюю часть головы противника, и тот упал на колени. Тринидад встал на счёт 8. В конце 10-го раунда Джонс встречным джебом в челюсть послал пуэрториканца во второй нокдаун. Тринидад сразу же поднялся. По окончании боя судьи единогласным решением присудили Джонсу победу.

#### Бой с Джо Кальзаге
В ноябре 2008 года состоялся бой между Роем Джонсом и непобеждённым валлийцем Джо Кальзаге. В середине 1-го раунда Джонс встречным левым хуком пробил в голову противника. Валлиец упал на канвас, но поднялся на счёт 5. Рой Джонс не бросился добивать противника. Валлиец весь бой шёл вперёд, выбрасывая огромное количество ударов и превосходя оппонента в выносливости. Американец ничего не мог противопоставить этому давлению. К концу боя над левым глазом Джонса образовалось рассечение. По окончании поединка все судьи одинаковым разгромным счётом 118—109 отдали победу Джо Кальзаге.

#### 2009 год
Бой с Омаром Шейка проходил в родной для Роя Пенсаколе. Джонс, по своему обыкновению, издевался над соперником. Шейка больше был похож на грушу. В 5-м раунде после очередной порции ударов, точно попавших в цель, судья остановил бой. Омар Шейка явно не был согласен с решением рефери. Интересно что тренером Шейки был легендарный Кевин Руни, который тренировал Майка Тайсона в 1985—1988 годах.
15 августа состоялся бой с Джеффом Лейси. Лейси активно начал поединок, прессингуя и зажимая Джонса у канатов ринга, но Рой умело уходил от ударов и большинство блокировал. С 4 раунда, Лейси заметно подустал и снизил темп, а Джонс начал действовать в своей излюбленной манере: с опущенными руками, финтами ногами, демонстрируя превосходство над Лэйси в скорости, и при этом, находясь у канатов, не забывал разговаривать с публикой. После 7 раунда над левым глазом Лэйси появилась большая гематома. В 9 и 10 раунде Джонс откровенно издевается над Лэйси, демонстрируя полное преимущество над соперником. После 10-го раунда рефери остановил бой по просьбе секундантов Лейси, зафиксировав победу Джонса техническим нокаутом.

#### Бой с Дэнни Грином
2 декабря Джонс в Австралии встречался с местным боксёром Дэнни Грином. Грин начал бой активно и уже в первом раунде отправил Джонса в нокдаун, однако тот сумел продолжить поединок, хотя на удары Грина почти не реагировал. Рефери остановил бой, зафиксировав победу Грина техническим нокаутом. Бой продлился всего 122 секунды. После боя Джонс обвинил Грина в применении запрещенных веществ при бинтовании.
Победа Джонса в этом бою была обязательным условием проведения боя с Бернардом Хопкинсом. Однако даже после поражения Джонса Хопкинс изъявил желание провести бой.

#### Бой с Бернардом Хопкинсом (2010)
3 апреля 2010 года состоялся реванш между Бернардом Хопкинсом и Роем Джонсом. Бой проходил в невысоком темпе. Большую часть поединка боксёры стояли друг напротив друга и пытались спровоцировать соперника на атаку. Наиболее запомнившимися действиями в этом бою стали клинчи и фолы. При этом Хопкинс регулярно заламывал противника в клинчах, а также бил головой, по затылку, после гонга и ниже пояса. Во 2-м раунде Бернард рассек противника, бросившись головой вперед. Рефери зафиксировал непреднамеренное столкновение головами. С определённого момента Джонс стал отвечать на запрещенные действия своего визави в том же стиле. Но если Рой редко жаловался на «грязь» соперника, то Хопкинс при каждом удобном случае выпрашивал штрафные санкции для сфолившего Джонса. На протяжении боя он трижды падал, корчась и всем своим видом демонстрируя нечеловеческую боль и страдания, которые ему якобы нанес Рой запрещенными ударами. За несколько секунд до конца 6-го раунда Бернард упал, пропустив несильный с виду удар по затылку, и пролежал несколько минут, после чего рефери снял с Джонса очко, и бой был продолжен. Бернард выглядел очень разозленным и набросился на соперника с градом ударов, продолжая бить после гонга, и рефери пришлось силой растаскивать бойцов. В 8-м раунде Хопкинс ударил Джонса по затылку, Рой тут же ответил аналогичным ударом, и Хопкинс вновь повалился на настил ринга, изображая сильное потрясение, и получил время на восстановление. В 10-й трёхминутке «Палач» в третий раз оказался на полу, скорчившись от тычка чуть ниже пояса, причём за миг до этого Бернард сам ударил низко. А в 11-м раунде бой был приостановлен для того, чтобы доктор смог осмотреть рассечение на лице Джонса. Несмотря на явно неспортивное поведение «Палача», в боксе он заметно превосходил Джонса, который в большинстве раундов был исключительно пассивен. Главным приёмом, принёсшим успех Хопкинсу, стала следующая «фишка»: маневрируя на дистанции, Бернард молниеносным рывком вперед её сокращал и тут же принимался обрабатывать голову и корпус соперника в ближнем бою, затем входил в клинч и продолжал бить. Реального эффекта от этого было немного, но на фоне Джонса, который лишь финтил и почти не выбрасывал ударов, превосходство Хопкинса было заметным. С середины поединка и до самого его конца зрители выражали своё отношение к происходящему в ринге оглушительным свистом. Таким образом, Бернард Хопкинс победил Роя Джонса единогласным решением судей, взяв реванш за поражение 17-летней давности.

### Первый тяжёлый вес

#### Бой с Денисом Лебедевым
21 мая 2011 года в Москве состоялся бой между Роем Джонсом и Денисом Лебедевым. На протяжении большей части боя преимущество было на стороне российского боксёра. В концовке 4-го раунда Лебедев нанёс точный удар и смог потрясти Джонса. В 9-м раунде Лебедев пропустил мощный удар в голову, но смог выстоять. На последних секундах 10-го раунда Лебедев провёл серию точных ударов, после чего Джонс закрыл лицо руками и наклонился немного вперёд. Было похоже на то, что Джонс находится в тяжёлом, так называемом «стоячем нокауте». Лебедев знаками апеллировал к рефери о состоянии Джонса, но после того, как реакции судьи не последовало, осознанно нанёс сильнейший правый в голову Джонса, после чего тот упал на пол. Лишь после этого рефери вмешался и остановил бой. Врачам потребовалось больше 10 минут, чтобы привести Джонса в чувство.
После боя на вопрос о последнем ударе Лебедев заявил, что ни о чём не сожалеет. На обвинения в некомпетентности рефери, который мог предотвратить последний удар, рефери заявил, что не знал, что Джонс находится в тяжёлом нокауте. Хотя в тот момент находился в двух шагах от боксёров. На вопрос, что думает сам Джонс о последнем ударе, он ответил философски: «Я прощаю ему».

#### Бой с Павлом Глазевским
30 июня 2012 года Джонс в рейтинговом бою встретился с поляком Павлом Глазевским. Всячески стараясь изобразить себя в молодости, Рой, тем не менее, был вынужден действовать со строгим расчётом сил и потому за редким исключением пренебрегал комбинационной работой, полагаясь на силовые одиночные выпады. Глазевский действовал с весомой долей осторожности и по большей части решался на атаки, когда американец самоудалялся к канатам, чтобы провести контрвыпад. Поначалу Джонс также неплохо пользовался джебом, но чем дольше шёл поединок, тем меньше прямых ударов передней рукой он совершал. Поворотной точкой боя стал нокдаун Джонса в 6-м раунде, в который он отправился после левого бокового поляка. Глазевский не пошёл на добивание, а Рой с этих самых пор стал ещё менее активен, делая затяжные паузы и давая большую атакующую волю сопернику. Павел не преминул этим воспользоваться, особенно стараясь в заключительных раундах, хотя финальную трёхминутку все же выиграл воспрявший духом американец. По итогам 10 раундов мнения судей разделились: двое отдали победу Джонсу со счётом 96-93 и 96-94, в то время как третий увидел преимущество Глазевским со счётом 95-94.

#### Бой с Зином Бенмаклуфом
21 декабря 2013 года в Москве состоялся бой между Роем Джонсом и французом Зином Бенмаклуфом. В первых двух раундах Джонс уверенно контролировал ситуацию, держась на дистанции. В третьем раунде экс-чемпион отправил соперника в нокдаун, однако Бенмаклуф сумел подняться. После этого темп поединка снизился. В заключительных раундах усталость существенно снизила активность Джонса, однако он оставался точнее соперника. По итогам 12 раундов судьи единогласным решением отдали победу американцу — 118—109, 119—108 и 120—108.

#### 2014—2016
В 2014 и в 2015 годах, Джонс провёл 6 боёв, все из которых закончились досрочно. 26 июля 2014 года Джонс в пятом раунде нокаутировал британца Корти Фрая, а 26 сентября того же года, была одержана победа нокаутом над Хани Атийо. В 2015 году, досрочными победами закончились бои против Вилли Вильямса, Пола Васкеса, Эрика Уоткинса. 12 декабря Джонс проиграл нокаутом в рейтинговом бою против Энцо Маккаринелли, в котором он выступал под российским флагом.
Рой Джонс-младший после проигрыша сделал заявление о том, что прекращает своё сотрудничество с промоутером Владимиром Хрюновым и нанимает Умара Кремлева.
10 февраля 2016 года спортивный директор промоутерской компании «Патриот» Дмитрий Лучников заявил о завершении спортивной карьеры Роя Джонса-младшего.

Теперь Джонс сконцентрируется на своей музыкальной деятельности, а также организует профессиональный боксерский турнир в России.
Однако после этого поражения Рой Джонс продолжил боксировать. В 2016 году провёл два боя, в которых одержал победы.

#### Бой с Бобби Ганном
17 февраля 2017 года состоялся бой между Роем Джонсом и Бобби Ганном за вакантный титул чемпиона мира по версии WBF. Рой Джонс доминировал весь бой. В конце 7-го раунда, Джонс нанёс мощный левый удар и потряс Ганна. В начале 8-го раунда, Ганн отказался от продолжения боя и рефери зафиксировал победу Джонса техническим нокаутом.

#### Бой со Скоттом Сигмоном
8 февраля 2018 года провёл бой против Скотта Сигмона, в котором одержал победу единогласным решением судей. Перед боем Рой Джонс объявил о завершении боксёрской карьеры.

### Показательный бой с Майком Тайсоном
12 сентября 2020 года запланирован 8-раундовый выставочный (без судей и без победителя, в 12-унцивых боксёрских перчатках) бой с Майком Тайсоном — который объявил о возобновлении карьеры для проведения нескольких шоу-боев.
Для судейства WBC были привлечены экс-чемпионы организации разных лет — Винни Пазиенца, Кристи Мартин и Чед Доусон. На кону стоял символический пояс «Black lives Matter».
Ветераны начали бой без разведки. Тайсон легко входил на ближнюю дистанцию, вынуждая Джонса клинчевать. Боксёры много клинчевали, и в 3-м раунде ветераны столкнулись головами — без рассечения. Бой прошел всю дистанцию, судьи насчитали ничью: 79-73 Тайсон от Мартина, 80-76 Джонсу от Пазиенцы и 76-76 от Доусона.

## Статистика профессиональных боёв
В таблице перечислены результаты всех поединков боксёров.
В каждой строке указан результат поединка. Дополнительно номер поединка обозначен цветом, который обозначает итог поединка. Расшифровка обозначений и цветов представлена в нижеследующей таблице.
| Пример | Расшифровка                     |
| ------ | ------------------------------- |
|        | Победа                          |
|        | Ничья                           |
|        | Поражение                       |
|        | Планируемый поединок            |
|        | Поединок признан несостоявшимся |
| КО     | Нокаут                          |
| ТКО    | Технический нокаут              |
| PTS    | Решение судей (по очкам)        |
| UD     | Единогласное решение судей      |
| MD     | Решение большинства судей       |
| SD     | Раздельное решение судей        |
| RTD    | Отказ от продолжения боя        |
| DQ     | Дисквалификация                 |
| NC     | Поединок признан несостоявшимся |

| 76 поединков, 66 побед (47 нокаутом), 10 поражений, 1 ничья | 76 поединков, 66 побед (47 нокаутом), 10 поражений, 1 ничья | 76 поединков, 66 побед (47 нокаутом), 10 поражений, 1 ничья | 76 поединков, 66 побед (47 нокаутом), 10 поражений, 1 ничья | 76 поединков, 66 побед (47 нокаутом), 10 поражений, 1 ничья | 76 поединков, 66 побед (47 нокаутом), 10 поражений, 1 ничья | 76 поединков, 66 побед (47 нокаутом), 10 поражений, 1 ничья | 76 поединков, 66 побед (47 нокаутом), 10 поражений, 1 ничья |
| --- | ----------------------------------------------------------- | ----------------------------------------------------------- | ----------------------------------------------------------- | ----------------------------------------------------------- | ----------------------------------------------------------- | --- | ----------------------------------------------------------- |
| \| Бой \| Рекорд \| Дата \| Соперник \| Место боя \| Результат \| Комментарии \| \| --- \| ------ \| ---------------- \| --------------------------------- \| ------------------------------------------ \| ----------------- \| ------------------------------------------------------------------------------------------------------------------------------------------------------------------------------------------------------------------------------------------------------------------------ \| \| 76 \| 66-10 \| 1 апреля 2023 \| Энтони Петтис (0-0-0) \| Fiserv Forum, Милуоки, Висконсин \| MD (8) \| \| \| 75 \| 66-9 \| 8 февраля 2018 \| Скотт Сигмон (30-11-1) \| Пенсакола, Флорида, США \| UD (10) \| Счёт судей:98-92 98-92 98-92. \| \| 74 \| 65-9 \| 17 февраля 2017 \| Бобби Ганн[англ.] (21-6-1) \| Уилмингтон, Делавэр, США \| TKO 8 (12), 0:07 \| \| \| 73 \| 64-9 \| 13 августа 2016 \| Родни Мур (17-11-2) \| Пенсакола, Флорида, США \| UD (10) \| Счёт судей:100-90 100-90 100-90. \| \| 72 \| 63-9 \| 20 марта 2016 \| Вайрон Филлипс (дебют) \| Финикс, Аризона, США \| ТКО 2 (4), 2:28 \| \| \| 71 \| 62-9 \| 12 декабря 2015 \| Энцо Маккаринелли (40-7-0) \| ВТБ Ледовый дворец, Москва, Россия \| КО 4 (10), 1:57 \| Рейтинговый бой. Джонс в нокдауне в 4-м раунде. \| \| 70 \| 62-8 \| 16 августа 2015 \| Эрик Уоткинс (12-9-2) \| Машантукет, Коннектикут, США \| KO 6 (10), 2:59 \| Рейтинговый бой. \| \| 69 \| 61-8 \| 28 марта 2015 \| Пол Васкес (10-6-1) \| Пенсакола, Флорида, США \| TKO 1 (10), 3:00 \| Защитил титул чемпиона мира по версии WBU в первом тяжелом весе, (3-я защита Джонса). \| \| 68 \| 60-8 \| 6 марта 2015 \| Вилли Вильямс (14-8-2) \| Конкорд, Северная Каролина, США \| TKO 2 (10), 2:38 \| Рейтинговый бой. \| \| 67 \| 59-8 \| 26 сентября 2014 \| Хани Атийо[англ.] (14-2) \| Баскет-холл, Краснодар, Россия \| KO 1 (12), 1:15 \| Защитил титул чемпиона мира по версии WBU в первом тяжелом весе, (2-я защита Джонса). \| \| 66 \| 58-8 \| 26 июля 2014 \| Кортни Фрай[англ.] (18-5) \| Рига, Латвия \| TKO 5 (12), 3:00 \| Защитил титул чемпиона мира по версии WBU в первом тяжелом весе, (1-я защита Джонса). \| \| 65 \| 57-8 \| 21 декабря 2013 \| Зин Эддин Бенмаклуф (17-3-1) \| Дворец Спорта в Крылатском, Москва, Россия \| UD (12) \| Завоевал титул чемпиона мира по версии WBU в первом тяжелом весе. \| \| 64 \| 56-8 \| 30 июня 2012 \| Павел Глазевский[англ.] (17-0-0) \| Лодзь, Польша \| SD (10) \| Рейтинговый бой. \| \| 63 \| 55-8 \| 10 декабря 2011 \| Макс Александр[англ.] (14-5-2) \| Атланта, Джорджия, США \| UD (10) \| Бой за вакантный интерконтинентальный титул UBO в первом тяжёлом весе. \| \| 62 \| 54-8 \| 21 мая 2011 \| Денис Лебедев (21-1-0) \| Дворец Спорта в Крылатском, Москва, Россия \| KO 10 (10), 2:48 \| Рейтинговый бой. \| \| 61 \| 54-7 \| 3 апреля 2010 \| Бернард Хопкинс (50-5-1) \| Лас-Вегас, Невада, США \| UD (12) \| Рейтинговый бой. \| \| 60 \| 54-6 \| 2 декабря 2009 \| Дэнни Грин (27-3-0) \| Сидней, Новый Южный Уэльс, Австралия \| TKO 1 (12), 2:02 \| Бой за титул чемпиона мира по версии IBO в первом тяжёлом весе, (1-я защита Грина). Джонс в нокдауне в 1-м раунде. \| \| 59 \| 54-5 \| 15 августа 2009 \| Джефф Лейси (25-2-0) \| Билокси, Миссисипи, США \| RTD 10 (12), 3:00 \| Бой за титул WBO NABO в полутяжёлом весе, (1-я защита Джонса). \| \| 58 \| 53-5 \| 21 марта 2009 \| Омар Шейка[англ.] (27-8-0) \| Пенсакола, Флорида, США \| TKO 5 (12), 1:45 \| Бой за вакантный титул WBO NABO в полутяжёлом весе. \| \| 57 \| 52-5 \| 8 ноября 2008 \| Джо Кальзаге (45-0-0) \| Мэдисон Сквер Гарден, Нью-Йорк, США \| UD (12) \| Бой за титул чемпиона мира по версии The Ring в полутяжёлом весе. \| \| 56 \| 52-4 \| 19 января 2008 \| Феликс Тринидад (42-2-0) \| Мэдисон Сквер Гарден, Нью-Йорк, США \| UD (12) \| Бой в промежуточной весовой категории, 170 фунтов. \| \| 55 \| 51-4 \| 14 июля 2007 \| Энтони Хэншоу[англ.] (21-0-1) \| Билокси, Миссисипи, США \| UD (12) \| Бой за вакантный титул IBC в полутяжёлом весе. \| \| 54 \| 50-4 \| 29 июля 2006 \| Принс Бади Аджама[англ.] (25-2-1) \| Бойсе, Айдахо, США \| UD (12) \| Бой за титул WBO NABO в полутяжёлом весе. \| \| 53 \| 49-4 \| 1 октября 2005 \| Антонио Тарвер (23-3-0) \| Тампа, Флорида, США \| UD (12) \| Бой за титул чемпиона мира по версии The Ring и IBO, (1-я защита Тарвера). \| \| 52 \| 49-3 \| 25 сентября 2004 \| Глен Джонсон (40-9-2) \| Мемфис, Теннесси, США \| KO 9 (12), 0:48 \| Бой за титул чемпиона мира по версии IBF, (2-я защита Джонсона). \| \| 51 \| 49-2 \| 15 мая 2004 \| Антонио Тарвер (21-2-0) \| Лас-Вегас, Невада, США \| TKO 2 (12), 1:41 \| Бой за титул WBC, (1-я защита Джонса); Бой за титул WBA, (1-я защита Джонса); Бой за титул IBO, (6-я защита Джонса). \| \| 50 \| 49-1 \| 8 ноября 2003 \| Антонио Тарвер (21-1-0) \| Лас-Вегас, Невада, США \| MD (12) \| Бой за титул WBC в полутяжелом весе (1-я защита Тарвера); Бой за титул IBO в полутяжелом весе (5-я защита Джонса); Бой за титул чемпиона мира по версии The Ring, (2-я защита Джонса); Бой за вакантный титул WBA в полутяжелом весе. \| \| 49 \| 48-1 \| 1 марта 2003 \| Джон Руис (38-4-1) \| Лас-Вегас, Невада, США \| UD (12) \| Бой за титул чемпиона мира по версии WBA в тяжелом весе, (3-я защита Руиса). \| \| 48 \| 47-1 \| 7 сентября 2002 \| Клинтон Вудс (32-1-0) \| Портленд, Орегон, США \| TKO 6 (12), 1:29 \| Бой за титул WBC, (11-я защита Джонса); Бой за титул WBA, (10-я защита Джонса); Бой за титул IBF, (7-я защита Джонса); Бой за титул IBO, (4-я защита Джонса), бой за титул The Ring, в полутяжёлом весе, (1-я защита Джонса). \| \| 47 \| 46-1 \| 2 февраля 2002 \| Гленн Келли[англ.] (28-0-1) \| Майами, Флорида, США \| KO 7 (12), 1:55 \| Бой за титул WBC, (10-я защита Джонса); Бой за титул WBA, (9-я защита Джонса); Бой за титул IBF, (6-я защита Джонса); Бой за титул IBO, (3-я защита Джонса), в полутяжелом весе. \| \| 46 \| 45-1 \| 28 июля 2001 \| Хулио Сесар Гонсалес (27-0-0) \| Лос-Анджелес, Калифорния, США \| UD (12) \| Бой за титул WBC, (9-я защита Джонса); Бой за титул WBA, (8-я защита Джонса); Бой за титул IBF, (5-я защита Джонса); Бой за титул IBO, (2-я защита Джонса), в полутяжелом весе. \| \| 45 \| 44-1 \| 24 февраля 2001 \| Деррик Хармон (20-1-0) \| Тампа, Флорида, США \| RTD 10 (12), 3:00 \| Бой за титул WBC, (8-я защита Джонса); Бой за титул WBA, (7-я защита Джонса); Бой за титул IBF, (4-я защита Джонса); Бой за титул IBO, (1-я защита Джонса), в полутяжелом весе. \| \| 44 \| 43-1 \| 9 сентября 2000 \| Эрик Хардинг[англ.] (19-0-1) \| Новый Орлеан, Луизиана, США \| RTD 10 (12), 3:00 \| Бой за титул WBC, (7-я защита Джонса); Бой за титул WBA, (6-я защита Джонса); Бой за титул IBF, (3-я защита Джонса); Бой за вакантный титул IBO, в полутяжелом весе. \| \| 43 \| 42-1 \| 13 мая 2000 \| Ричард Холл (24-1-0) \| Индианаполис, Индиана, США \| TKO 11 (12), 1:41 \| Бой за титул WBC, (6-я защита Джонса); Бой за титул WBA, (5-я защита Джонса); Бой за титул IBF, (2-я защита Джонса). \| \| 42 \| 41-1 \| 15 января 2000 \| Дэвид Телеско (23-2-0) \| Нью-Йорк, США \| UD (12) \| Бой за титул WBC, (5-я защита Джонса); Бой за титул WBA, (4-я защита Джонса); Бой за титул IBF, (1-я защита Джонса). \| \| 41 \| 40-1 \| 5 июня 1999 \| Реджи Джонсон (39-5-1) \| Билокси, Миссисипи, США \| UD (12) \| Бой за титул WBC, (4-я защита Джонса); Бой за титул WBA, (3-я защита Джонса); Бой за титул IBF, (3-я защита Джонсона). \| \| 40 \| 39-1 \| 9 января 1999 \| Ричард Фрейзер (18-3-1) \| Пенсакола, Флорида, США \| TKO 2 (12), 2:59 \| Бой за титул WBC, (3-я защита Джонса); Бой за титул WBA, (2-я защита Джонса). \| \| 39 \| 38-1 \| 14 ноября 1998 \| Отис Грант[англ.] (31-1-1) \| Машантукет, Коннектикут, США \| TKO 10 (12), 1:18 \| Бой за титул WBC, (2-я защита Джонса); Бой за титул WBA, (1-я защита Джонса). \| \| 38 \| 37-1 \| 18 июля 1998 \| Лу Дель Валле (27-1-0) \| Мэдисон Сквер Гарден, Нью-Йорк, США \| UD (12) \| Бой за титул WBC, (1-я защита Джонса); Бой за титул WBA, (1-я защита Дель Валле). Джонс в нокдауне в 8-м раунде. \| \| 37 \| 36-1 \| 25 апреля 1998 \| Вирджил Хилл (43-2-0) \| Билокси, Миссисипи, США \| KO 4 (12), 1:10 \| Рейтинговый бой. \| \| 36 \| 35-1 \| 7 августа 1997 \| Монтелл Гриффин (27-0-0) \| Машантукет, Коннектикут, США \| KO 1 (12), 2:31 \| Джонс вернул себе титул WBC. \| \| 35 \| 34-1 \| 21 марта 1997 \| Монтелл Гриффин (26-0-0) \| Атлантик-Сити, Нью-Джерси, США \| DQ 9 (12), 2:27 \| Бой за титул WBC, (1-я защита Джонса); Джонс получил титул, так как чемпион WBC в полутяжелом весе Фабрис Тьоззо поднялся в 1-й тяжелый вес, а Джонс на тот момент владел временным титулом WBC. Рой Джонс проиграл по дисквалификации в 9-м раунде и потерял титул WBC. \| \| 34 \| 34-0 \| 22 ноября 1996 \| Майк Маккаллум (49-3-1) \| Тампа, Флорида, США \| UD (12) \| Бой за титул временного чемпиона мира по версии WBC в полутяжелом весе. \| \| 33 \| 33-0 \| 4 октября 1996 \| Брайант Брэннон (16-0-0) \| Мэдисон Сквер Гарден, Нью-Йорк, США \| TKO 2 (12), 2:23 \| Бой за титул чемпиона мира по версии IBF во втором среднем весе (5-я защита Джонса). \| \| 32 \| 32-0 \| 15 июня 1996 \| Эрик Лукас (19-2-2) \| Джэксонвилл, Флорида, США \| RTD 11 (12), 3:00 \| Бой за титул чемпиона мира по версии IBF во втором среднем весе (4-я защита Джонса). \| \| 31 \| 31-0 \| 12 января 1996 \| Мерки Соса (26-4-2) \| Мэдисон Сквер Гарден, Нью-Йорк, США \| TKO 2 (12), 2:36 \| Рейтинговый бой \| \| 30 \| 30-0 \| 30 сентября 1995 \| Тони Торнтон (37-6-1) \| Пенсакола, Флорида, США \| TKO 3 (12), 0:45 \| Бой за титул чемпиона мира по версии IBF во втором среднем весе (3-я защита Джонса.) \| \| 29 \| 29-0 \| 24 июня 1995 \| Винни Пациенца (40-5-0) \| Атлантик-Сити, Нью-Джерси, США \| TKO 6 (12), 2:58 \| Бой за титул чемпиона мира по версии IBF во втором среднем весе (2-я защита Джонса). \| \| 28 \| 28-0 \| 18 марта 1995 \| Энтони Бёрд (26-4-1) \| Пенсакола, Флорида, США \| TKO 1 (12), 2:06 \| Бой за титул чемпиона мира по версии IBF во втором среднем весе (1-я защита Джонса). \| \| 27 \| 27-0 \| 18 ноября 1994 \| Джеймс Тони (44-0-2) \| MGM Grand, Лас-Вегас, Невада, США \| UD (12) \| Бой за титул чемпиона мира по версии IBF во втором среднем весе (4-я защита Тони). \| \| 26 \| 26-0 \| 27 мая 1994 \| Томас Тейт (29-2-0) \| MGM Grand, Лас-Вегас, Невада, США \| TKO 2 (12), 0:30 \| Бой за титул чемпиона мира по версии IBF в среднем весе (1-я защита Джонса). \| \| 25 \| 25-0 \| 22 марта 1994 \| Дэнни Гарсия (25-12-0) \| Пенсакола, Флорида, США \| KO 6 (10), 2:59 \| Рейтинговый бой. \| \| 24 \| 24-0 \| 30 ноября 1993 \| Фермин Чирино (12-7-2) \| Пенсакола, Флорида, США \| UD (10) \| Рейтинговый бой. \| \| 23 \| 23-0 \| 14 августа 1993 \| Тулани Малинга (35-8-0) \| Сент-Луис, Миссури, США \| KO 6 (10), 1:57 \| Рейтинговый бой. \| \| 22 \| 22-0 \| 22 мая 1993 \| Бернард Хопкинс (22-1-0) \| Вашингтон, округ Колумбия, США \| UD (12) \| Бой за вакантный титул IBF в среднем весе. \| \| 21 \| 21-0 \| 13 февраля 1993 \| Гленн Вольф (28-3-1) \| Лас-Вегас, Невада, США \| TKO 1 (10), 2:23 \| Рейтинговый бой. \| \| 20 \| 20-0 \| 5 декабря 1992 \| Перси Харрис (15-3-0) \| Атлантик-Сити, Нью-Джерси, США \| TKO 4 (12), 3:00 \| Бой за вакантный титул WBC Continental Americas во втором среднем весе. \| \| 19 \| 19-0 \| 18 августа 1992 \| Гленн Томас (24-0-0) \| Пенсакола, Флорида, США \| TKO 8 (10), 3:00 \| Рейтинговый бой. \| \| 18 \| 18-0 \| 30 июня 1992 \| Хорхе Кастро (70-3-2) \| Пенсакола, Флорида, США \| UD (10) \| Рейтинговый бой. \| \| 17 \| 17-0 \| 3 апреля 1992 \| Арт Сервано (17-4-1) \| Рино, Невада, США \| KO 1 (10), 1:40 \| Рейтинговый бой. \| \| 16 \| 16-0 \| 10 января 1992 \| Хорхе Вака[англ.] (48-9-1) \| Нью-Йорк, США \| KO 1 (10), 1:45 \| Рейтинговый бой. \| \| 15 \| 15-0 \| 31 августа 1991 \| Лестер Ярбро (12-16-1) \| Пенсакола, Флорида, США \| KO 8 (10), ? \| Рейтинговый бой. \| \| 14 \| 14-0 \| 3 августа 1991 \| Кевин Дейгл (15-9-1) \| Пенсакола, Флорида, США \| TKO 2 (10), ? \| Рейтинговый бой. \| \| 13 \| 13-0 \| 13 апреля 1991 \| Эдди Эванс (10-2-0) \| Пенсакола, Флорида, США \| TKO 3 (10), ? \| Рейтинговый бой. \| \| 12 \| 12-0 \| 31 января 1991 \| Рикки Стакхаус (23-12-1) \| Пенсакола, Флорида, США \| KO 1 (10), 0:46 \| Рейтинговый бой. \| \| 11 \| 11-0 \| 8 ноября 1990 \| Реджи Миллер (26-12-0) \| Пенсакола, Флорида, США \| TKO 5 (10), ? \| Рейтинговый бой. \| \| 10 \| 10-0 \| 25 сентября 1990 \| Роллин Уильямс (18-11-1) \| Пенсакола, Флорида, США \| KO 4 (10), 2:56 \| Рейтинговый бой. \| \| 9 \| 9-0 \| 14 июля 1990 \| Тони Уоддлс (0-2-0) \| Пенсакола, Флорида, США \| KO 1 (10), 2:02 \| Рейтинговый бой. \| \| 8 \| 8-0 \| 11 мая 1990 \| Рон Джонсон (27-17-3) \| Пенсакола, Флорида, США \| KO 2 (10), 2:28 \| Рейтинговый бой. \| \| 7 \| 7-0 \| 28 марта 1990 \| Кнокс Браун (38-20-2) \| Пенсакола, Флорида, США \| TKO 3 (10), 2:20 \| Рейтинговый бой. \| \| 6 \| 6-0 \| 28 февраля 1990 \| Билли Митчем (5-8-1) \| Пенсакола, Флорида, США \| TKO 2 (8), 2:57 \| Рейтинговый бой. \| \| 5 \| 5-0 \| 8 января 1990 \| Джо Эденс (12-11-0) \| Мобил, Алабама, США \| KO 2 (8), 2:05 \| Рейтинговый бой. \| \| 4 \| 4-0 \| 30 ноября 1989 \| Дэвид Маккласки (9-10-2) \| Пенсакола, Флорида, США \| TKO 3 (8), 2:00 \| Рейтинговый бой. \| \| 3 \| 3-0 \| 3 сентября 1989 \| Рон Амундсен (16-1-1) \| Пенсакола, Флорида, США \| TKO 7 (8), 2:43 \| Рейтинговый бой. \| \| 2 \| 2-0 \| 11 июня 1989 \| Стефан Джонсон (9-2-0) \| Атлантик-Сити, Нью-Джерси, США \| TKO 8 (8), 2:04 \| Рейтинговый бой. \| \| 1 \| 1-0 \| 6 мая 1989 \| Рики Рэндэл (6-15-0) \| Пенсакола, Флорида, США \| TKO 2 (8), 2:46 \| Рейтинговый бой. \| |                                                             |                                                             |                                                             |                                                             |                                                             | |                                                             |
| Бой | Рекорд                                                      | Дата                                                        | Соперник                                                    | Место боя                                                   | Результат                                                   | Комментарии |                                                             |
| 76 | 66-10                                                       | 1 апреля 2023                                               | Энтони Петтис (0-0-0)                                       | Fiserv Forum, Милуоки, Висконсин                            | MD (8)                                                      | |                                                             |
| 75 | 66-9                                                        | 8 февраля 2018                                              | Скотт Сигмон (30-11-1)                                      | Пенсакола, Флорида, США                                     | UD (10)                                                     | Счёт судей:98-92 98-92 98-92. |                                                             |
| 74 | 65-9                                                        | 17 февраля 2017                                             | Бобби Ганн (21-6-1)                                         | Уилмингтон, Делавэр, США                                    | TKO 8 (12), 0:07                                            | |                                                             |
| 73 | 64-9                                                        | 13 августа 2016                                             | Родни Мур (17-11-2)                                         | Пенсакола, Флорида, США                                     | UD (10)                                                     | Счёт судей:100-90 100-90 100-90. |                                                             |
| 72 | 63-9                                                        | 20 марта 2016                                               | Вайрон Филлипс (дебют)                                      | Финикс, Аризона, США                                        | ТКО 2 (4), 2:28                                             | |                                                             |
| 71 | 62-9                                                        | 12 декабря 2015                                             | Энцо Маккаринелли (40-7-0)                                  | ВТБ Ледовый дворец, Москва, Россия                          | КО 4 (10), 1:57                                             | Рейтинговый бой. Джонс в нокдауне в 4-м раунде. |                                                             |
| 70 | 62-8                                                        | 16 августа 2015                                             | Эрик Уоткинс (12-9-2)                                       | Машантукет, Коннектикут, США                                | KO 6 (10), 2:59                                             | Рейтинговый бой. |                                                             |
| 69 | 61-8                                                        | 28 марта 2015                                               | Пол Васкес (10-6-1)                                         | Пенсакола, Флорида, США                                     | TKO 1 (10), 3:00                                            | Защитил титул чемпиона мира по версии WBU в первом тяжелом весе, (3-я защита Джонса). |                                                             |
| 68 | 60-8                                                        | 6 марта 2015                                                | Вилли Вильямс (14-8-2)                                      | Конкорд, Северная Каролина, США                             | TKO 2 (10), 2:38                                            | Рейтинговый бой. |                                                             |
| 67 | 59-8                                                        | 26 сентября 2014                                            | Хани Атийо (14-2)                                           | Баскет-холл, Краснодар, Россия                              | KO 1 (12), 1:15                                             | Защитил титул чемпиона мира по версии WBU в первом тяжелом весе, (2-я защита Джонса). |                                                             |
| 66 | 58-8                                                        | 26 июля 2014                                                | Кортни Фрай (18-5)                                          | Рига, Латвия                                                | TKO 5 (12), 3:00                                            | Защитил титул чемпиона мира по версии WBU в первом тяжелом весе, (1-я защита Джонса). |                                                             |
| 65 | 57-8                                                        | 21 декабря 2013                                             | Зин Эддин Бенмаклуф (17-3-1)                                | Дворец Спорта в Крылатском, Москва, Россия                  | UD (12)                                                     | Завоевал титул чемпиона мира по версии WBU в первом тяжелом весе. |                                                             |
| 64 | 56-8                                                        | 30 июня 2012                                                | Павел Глазевский (17-0-0)                                   | Лодзь, Польша                                               | SD (10)                                                     | Рейтинговый бой. |                                                             |
| 63 | 55-8                                                        | 10 декабря 2011                                             | Макс Александр (14-5-2)                                     | Атланта, Джорджия, США                                      | UD (10)                                                     | Бой за вакантный интерконтинентальный титул UBO в первом тяжёлом весе. |                                                             |
| 62 | 54-8                                                        | 21 мая 2011                                                 | Денис Лебедев (21-1-0)                                      | Дворец Спорта в Крылатском, Москва, Россия                  | KO 10 (10), 2:48                                            | Рейтинговый бой. |                                                             |
| 61 | 54-7                                                        | 3 апреля 2010                                               | Бернард Хопкинс (50-5-1)                                    | Лас-Вегас, Невада, США                                      | UD (12)                                                     | Рейтинговый бой. |                                                             |
| 60 | 54-6                                                        | 2 декабря 2009                                              | Дэнни Грин (27-3-0)                                         | Сидней, Новый Южный Уэльс, Австралия                        | TKO 1 (12), 2:02                                            | Бой за титул чемпиона мира по версии IBO в первом тяжёлом весе, (1-я защита Грина). Джонс в нокдауне в 1-м раунде. |                                                             |
| 59 | 54-5                                                        | 15 августа 2009                                             | Джефф Лейси (25-2-0)                                        | Билокси, Миссисипи, США                                     | RTD 10 (12), 3:00                                           | Бой за титул WBO NABO в полутяжёлом весе, (1-я защита Джонса). |                                                             |
| 58 | 53-5                                                        | 21 марта 2009                                               | Омар Шейка (27-8-0)                                         | Пенсакола, Флорида, США                                     | TKO 5 (12), 1:45                                            | Бой за вакантный титул WBO NABO в полутяжёлом весе. |                                                             |
| 57 | 52-5                                                        | 8 ноября 2008                                               | Джо Кальзаге (45-0-0)                                       | Мэдисон Сквер Гарден, Нью-Йорк, США                         | UD (12)                                                     | Бой за титул чемпиона мира по версии The Ring в полутяжёлом весе. |                                                             |
| 56 | 52-4                                                        | 19 января 2008                                              | Феликс Тринидад (42-2-0)                                    | Мэдисон Сквер Гарден, Нью-Йорк, США                         | UD (12)                                                     | Бой в промежуточной весовой категории, 170 фунтов. |                                                             |
| 55 | 51-4                                                        | 14 июля 2007                                                | Энтони Хэншоу (21-0-1)                                      | Билокси, Миссисипи, США                                     | UD (12)                                                     | Бой за вакантный титул IBC в полутяжёлом весе. |                                                             |
| 54 | 50-4                                                        | 29 июля 2006                                                | Принс Бади Аджама (25-2-1)                                  | Бойсе, Айдахо, США                                          | UD (12)                                                     | Бой за титул WBO NABO в полутяжёлом весе. |                                                             |
| 53 | 49-4                                                        | 1 октября 2005                                              | Антонио Тарвер (23-3-0)                                     | Тампа, Флорида, США                                         | UD (12)                                                     | Бой за титул чемпиона мира по версии The Ring и IBO, (1-я защита Тарвера). |                                                             |
| 52 | 49-3                                                        | 25 сентября 2004                                            | Глен Джонсон (40-9-2)                                       | Мемфис, Теннесси, США                                       | KO 9 (12), 0:48                                             | Бой за титул чемпиона мира по версии IBF, (2-я защита Джонсона). |                                                             |
| 51 | 49-2                                                        | 15 мая 2004                                                 | Антонио Тарвер (21-2-0)                                     | Лас-Вегас, Невада, США                                      | TKO 2 (12), 1:41                                            | Бой за титул WBC, (1-я защита Джонса); Бой за титул WBA, (1-я защита Джонса); Бой за титул IBO, (6-я защита Джонса). |                                                             |
| 50 | 49-1                                                        | 8 ноября 2003                                               | Антонио Тарвер (21-1-0)                                     | Лас-Вегас, Невада, США                                      | MD (12)                                                     | Бой за титул WBC в полутяжелом весе (1-я защита Тарвера); Бой за титул IBO в полутяжелом весе (5-я защита Джонса); Бой за титул чемпиона мира по версии The Ring, (2-я защита Джонса); Бой за вакантный титул WBA в полутяжелом весе.                                    |                                                             |
| 49 | 48-1                                                        | 1 марта 2003                                                | Джон Руис (38-4-1)                                          | Лас-Вегас, Невада, США                                      | UD (12)                                                     | Бой за титул чемпиона мира по версии WBA в тяжелом весе, (3-я защита Руиса). |                                                             |
| 48 | 47-1                                                        | 7 сентября 2002                                             | Клинтон Вудс (32-1-0)                                       | Портленд, Орегон, США                                       | TKO 6 (12), 1:29                                            | Бой за титул WBC, (11-я защита Джонса); Бой за титул WBA, (10-я защита Джонса); Бой за титул IBF, (7-я защита Джонса); Бой за титул IBO, (4-я защита Джонса), бой за титул The Ring, в полутяжёлом весе, (1-я защита Джонса).                                            |                                                             |
| 47 | 46-1                                                        | 2 февраля 2002                                              | Гленн Келли (28-0-1)                                        | Майами, Флорида, США                                        | KO 7 (12), 1:55                                             | Бой за титул WBC, (10-я защита Джонса); Бой за титул WBA, (9-я защита Джонса); Бой за титул IBF, (6-я защита Джонса); Бой за титул IBO, (3-я защита Джонса), в полутяжелом весе.                                                                                         |                                                             |
| 46 | 45-1                                                        | 28 июля 2001                                                | Хулио Сесар Гонсалес (27-0-0)                               | Лос-Анджелес, Калифорния, США                               | UD (12)                                                     | Бой за титул WBC, (9-я защита Джонса); Бой за титул WBA, (8-я защита Джонса); Бой за титул IBF, (5-я защита Джонса); Бой за титул IBO, (2-я защита Джонса), в полутяжелом весе.                                                                                          |                                                             |
| 45 | 44-1                                                        | 24 февраля 2001                                             | Деррик Хармон (20-1-0)                                      | Тампа, Флорида, США                                         | RTD 10 (12), 3:00                                           | Бой за титул WBC, (8-я защита Джонса); Бой за титул WBA, (7-я защита Джонса); Бой за титул IBF, (4-я защита Джонса); Бой за титул IBO, (1-я защита Джонса), в полутяжелом весе.                                                                                          |                                                             |
| 44 | 43-1                                                        | 9 сентября 2000                                             | Эрик Хардинг (19-0-1)                                       | Новый Орлеан, Луизиана, США                                 | RTD 10 (12), 3:00                                           | Бой за титул WBC, (7-я защита Джонса); Бой за титул WBA, (6-я защита Джонса); Бой за титул IBF, (3-я защита Джонса); Бой за вакантный титул IBO, в полутяжелом весе. |                                                             |
| 43 | 42-1                                                        | 13 мая 2000                                                 | Ричард Холл (24-1-0)                                        | Индианаполис, Индиана, США                                  | TKO 11 (12), 1:41                                           | Бой за титул WBC, (6-я защита Джонса); Бой за титул WBA, (5-я защита Джонса); Бой за титул IBF, (2-я защита Джонса). |                                                             |
| 42 | 41-1                                                        | 15 января 2000                                              | Дэвид Телеско (23-2-0)                                      | Нью-Йорк, США                                               | UD (12)                                                     | Бой за титул WBC, (5-я защита Джонса); Бой за титул WBA, (4-я защита Джонса); Бой за титул IBF, (1-я защита Джонса). |                                                             |
| 41 | 40-1                                                        | 5 июня 1999                                                 | Реджи Джонсон (39-5-1)                                      | Билокси, Миссисипи, США                                     | UD (12)                                                     | Бой за титул WBC, (4-я защита Джонса); Бой за титул WBA, (3-я защита Джонса); Бой за титул IBF, (3-я защита Джонсона). |                                                             |
| 40 | 39-1                                                        | 9 января 1999                                               | Ричард Фрейзер (18-3-1)                                     | Пенсакола, Флорида, США                                     | TKO 2 (12), 2:59                                            | Бой за титул WBC, (3-я защита Джонса); Бой за титул WBA, (2-я защита Джонса). |                                                             |
| 39 | 38-1                                                        | 14 ноября 1998                                              | Отис Грант (31-1-1)                                         | Машантукет, Коннектикут, США                                | TKO 10 (12), 1:18                                           | Бой за титул WBC, (2-я защита Джонса); Бой за титул WBA, (1-я защита Джонса). |                                                             |
| 38 | 37-1                                                        | 18 июля 1998                                                | Лу Дель Валле (27-1-0)                                      | Мэдисон Сквер Гарден, Нью-Йорк, США                         | UD (12)                                                     | Бой за титул WBC, (1-я защита Джонса); Бой за титул WBA, (1-я защита Дель Валле). Джонс в нокдауне в 8-м раунде. |                                                             |
| 37 | 36-1                                                        | 25 апреля 1998                                              | Вирджил Хилл (43-2-0)                                       | Билокси, Миссисипи, США                                     | KO 4 (12), 1:10                                             | Рейтинговый бой. |                                                             |
| 36 | 35-1                                                        | 7 августа 1997                                              | Монтелл Гриффин (27-0-0)                                    | Машантукет, Коннектикут, США                                | KO 1 (12), 2:31                                             | Джонс вернул себе титул WBC. |                                                             |
| 35 | 34-1                                                        | 21 марта 1997                                               | Монтелл Гриффин (26-0-0)                                    | Атлантик-Сити, Нью-Джерси, США                              | DQ 9 (12), 2:27                                             | Бой за титул WBC, (1-я защита Джонса); Джонс получил титул, так как чемпион WBC в полутяжелом весе Фабрис Тьоззо поднялся в 1-й тяжелый вес, а Джонс на тот момент владел временным титулом WBC. Рой Джонс проиграл по дисквалификации в 9-м раунде и потерял титул WBC. |                                                             |
| 34 | 34-0                                                        | 22 ноября 1996                                              | Майк Маккаллум (49-3-1)                                     | Тампа, Флорида, США                                         | UD (12)                                                     | Бой за титул временного чемпиона мира по версии WBC в полутяжелом весе. |                                                             |
| 33 | 33-0                                                        | 4 октября 1996                                              | Брайант Брэннон (16-0-0)                                    | Мэдисон Сквер Гарден, Нью-Йорк, США                         | TKO 2 (12), 2:23                                            | Бой за титул чемпиона мира по версии IBF во втором среднем весе (5-я защита Джонса). |                                                             |
| 32 | 32-0                                                        | 15 июня 1996                                                | Эрик Лукас (19-2-2)                                         | Джэксонвилл, Флорида, США                                   | RTD 11 (12), 3:00                                           | Бой за титул чемпиона мира по версии IBF во втором среднем весе (4-я защита Джонса). |                                                             |
| 31 | 31-0                                                        | 12 января 1996                                              | Мерки Соса (26-4-2)                                         | Мэдисон Сквер Гарден, Нью-Йорк, США                         | TKO 2 (12), 2:36                                            | Рейтинговый бой |                                                             |
| 30 | 30-0                                                        | 30 сентября 1995                                            | Тони Торнтон (37-6-1)                                       | Пенсакола, Флорида, США                                     | TKO 3 (12), 0:45                                            | Бой за титул чемпиона мира по версии IBF во втором среднем весе (3-я защита Джонса.) |                                                             |
| 29 | 29-0                                                        | 24 июня 1995                                                | Винни Пациенца (40-5-0)                                     | Атлантик-Сити, Нью-Джерси, США                              | TKO 6 (12), 2:58                                            | Бой за титул чемпиона мира по версии IBF во втором среднем весе (2-я защита Джонса). |                                                             |
| 28 | 28-0                                                        | 18 марта 1995                                               | Энтони Бёрд (26-4-1)                                        | Пенсакола, Флорида, США                                     | TKO 1 (12), 2:06                                            | Бой за титул чемпиона мира по версии IBF во втором среднем весе (1-я защита Джонса). |                                                             |
| 27 | 27-0                                                        | 18 ноября 1994                                              | Джеймс Тони (44-0-2)                                        | MGM Grand, Лас-Вегас, Невада, США                           | UD (12)                                                     | Бой за титул чемпиона мира по версии IBF во втором среднем весе (4-я защита Тони). |                                                             |
| 26 | 26-0                                                        | 27 мая 1994                                                 | Томас Тейт (29-2-0)                                         | MGM Grand, Лас-Вегас, Невада, США                           | TKO 2 (12), 0:30                                            | Бой за титул чемпиона мира по версии IBF в среднем весе (1-я защита Джонса). |                                                             |
| 25 | 25-0                                                        | 22 марта 1994                                               | Дэнни Гарсия (25-12-0)                                      | Пенсакола, Флорида, США                                     | KO 6 (10), 2:59                                             | Рейтинговый бой. |                                                             |
| 24 | 24-0                                                        | 30 ноября 1993                                              | Фермин Чирино (12-7-2)                                      | Пенсакола, Флорида, США                                     | UD (10)                                                     | Рейтинговый бой. |                                                             |
| 23 | 23-0                                                        | 14 августа 1993                                             | Тулани Малинга (35-8-0)                                     | Сент-Луис, Миссури, США                                     | KO 6 (10), 1:57                                             | Рейтинговый бой. |                                                             |
| 22 | 22-0                                                        | 22 мая 1993                                                 | Бернард Хопкинс (22-1-0)                                    | Вашингтон, округ Колумбия, США                              | UD (12)                                                     | Бой за вакантный титул IBF в среднем весе. |                                                             |
| 21 | 21-0                                                        | 13 февраля 1993                                             | Гленн Вольф (28-3-1)                                        | Лас-Вегас, Невада, США                                      | TKO 1 (10), 2:23                                            | Рейтинговый бой. |                                                             |
| 20 | 20-0                                                        | 5 декабря 1992                                              | Перси Харрис (15-3-0)                                       | Атлантик-Сити, Нью-Джерси, США                              | TKO 4 (12), 3:00                                            | Бой за вакантный титул WBC Continental Americas во втором среднем весе. |                                                             |
| 19 | 19-0                                                        | 18 августа 1992                                             | Гленн Томас (24-0-0)                                        | Пенсакола, Флорида, США                                     | TKO 8 (10), 3:00                                            | Рейтинговый бой. |                                                             |
| 18 | 18-0                                                        | 30 июня 1992                                                | Хорхе Кастро (70-3-2)                                       | Пенсакола, Флорида, США                                     | UD (10)                                                     | Рейтинговый бой. |                                                             |
| 17 | 17-0                                                        | 3 апреля 1992                                               | Арт Сервано (17-4-1)                                        | Рино, Невада, США                                           | KO 1 (10), 1:40                                             | Рейтинговый бой. |                                                             |
| 16 | 16-0                                                        | 10 января 1992                                              | Хорхе Вака (48-9-1)                                         | Нью-Йорк, США                                               | KO 1 (10), 1:45                                             | Рейтинговый бой. |                                                             |
| 15 | 15-0                                                        | 31 августа 1991                                             | Лестер Ярбро (12-16-1)                                      | Пенсакола, Флорида, США                                     | KO 8 (10), ?                                                | Рейтинговый бой. |                                                             |
| 14 | 14-0                                                        | 3 августа 1991                                              | Кевин Дейгл (15-9-1)                                        | Пенсакола, Флорида, США                                     | TKO 2 (10), ?                                               | Рейтинговый бой. |                                                             |
| 13 | 13-0                                                        | 13 апреля 1991                                              | Эдди Эванс (10-2-0)                                         | Пенсакола, Флорида, США                                     | TKO 3 (10), ?                                               | Рейтинговый бой. |                                                             |
| 12 | 12-0                                                        | 31 января 1991                                              | Рикки Стакхаус (23-12-1)                                    | Пенсакола, Флорида, США                                     | KO 1 (10), 0:46                                             | Рейтинговый бой. |                                                             |
| 11 | 11-0                                                        | 8 ноября 1990                                               | Реджи Миллер (26-12-0)                                      | Пенсакола, Флорида, США                                     | TKO 5 (10), ?                                               | Рейтинговый бой. |                                                             |
| 10 | 10-0                                                        | 25 сентября 1990                                            | Роллин Уильямс (18-11-1)                                    | Пенсакола, Флорида, США                                     | KO 4 (10), 2:56                                             | Рейтинговый бой. |                                                             |
| 9 | 9-0                                                         | 14 июля 1990                                                | Тони Уоддлс (0-2-0)                                         | Пенсакола, Флорида, США                                     | KO 1 (10), 2:02                                             | Рейтинговый бой. |                                                             |
| 8 | 8-0                                                         | 11 мая 1990                                                 | Рон Джонсон (27-17-3)                                       | Пенсакола, Флорида, США                                     | KO 2 (10), 2:28                                             | Рейтинговый бой. |                                                             |
| 7 | 7-0                                                         | 28 марта 1990                                               | Кнокс Браун (38-20-2)                                       | Пенсакола, Флорида, США                                     | TKO 3 (10), 2:20                                            | Рейтинговый бой. |                                                             |
| 6 | 6-0                                                         | 28 февраля 1990                                             | Билли Митчем (5-8-1)                                        | Пенсакола, Флорида, США                                     | TKO 2 (8), 2:57                                             | Рейтинговый бой. |                                                             |
| 5 | 5-0                                                         | 8 января 1990                                               | Джо Эденс (12-11-0)                                         | Мобил, Алабама, США                                         | KO 2 (8), 2:05                                              | Рейтинговый бой. |                                                             |
| 4 | 4-0                                                         | 30 ноября 1989                                              | Дэвид Маккласки (9-10-2)                                    | Пенсакола, Флорида, США                                     | TKO 3 (8), 2:00                                             | Рейтинговый бой. |                                                             |
| 3 | 3-0                                                         | 3 сентября 1989                                             | Рон Амундсен (16-1-1)                                       | Пенсакола, Флорида, США                                     | TKO 7 (8), 2:43                                             | Рейтинговый бой. |                                                             |
| 2 | 2-0                                                         | 11 июня 1989                                                | Стефан Джонсон (9-2-0)                                      | Атлантик-Сити, Нью-Джерси, США                              | TKO 8 (8), 2:04                                             | Рейтинговый бой. |                                                             |
| 1 | 1-0                                                         | 6 мая 1989                                                  | Рики Рэндэл (6-15-0)                                        | Пенсакола, Флорида, США                                     | TKO 2 (8), 2:46                                             | Рейтинговый бой. |                                                             |

## Вне ринга

### Работа на телевидении
С 2004 по 2006 год Рой Джонс работал комментатором на канале HBO. Однако у руководства накопилось много претензий к работе Джонса, и в январе 2006 года Рой был уволен с канала. Вскоре после увольнения конфликт был урегулирован и сотрудничество между каналом и боксёром было возобновлено.
В ноябре 2015 года, после получения российского гражданства, стал одним из комментаторов и ведущим на новом телеканале Матч ТВ.

### Российское гражданство

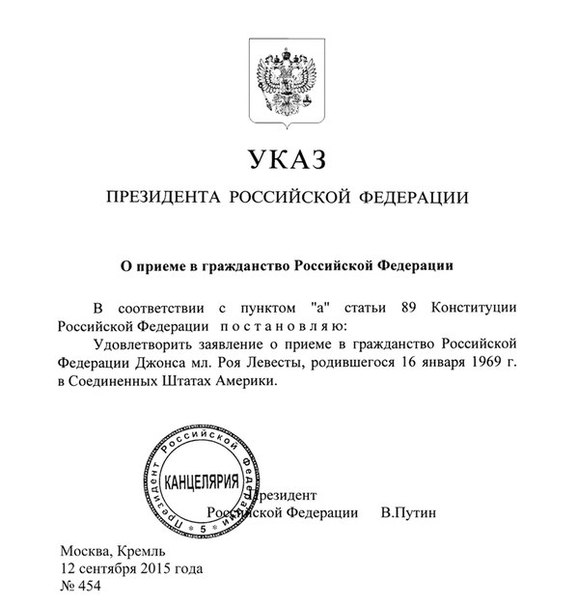
Указ Президента России о предоставлении гражданства Рою Джонсу

В августе 2015 года в Севастополе встречался с президентом России Владимиром Путиным, где попросил у него помощи в получении российского гражданства.
12 сентября 2015 года Рой Джонс-младший получил российское гражданство. Соответствующий указ подписал президент России Владимир Путин: «Удовлетворить заявление о приёме в гражданство Российской Федерации Джонса-младшего Роя Левесты, родившегося 16 января 1969 года в Соединённых Штатах Америки».

### Музыкальная карьера
Рой Джонс начал музыкальную карьеру в 2001 году, когда он записал рэп-альбом Round One: The Album (вышел в начале 2002).
В 2004 году Рой основал рэп-группу Body Head Bangerz, выпустившую в том же году свой дебютный альбом.

#### Синглы
- 2001 — Y’all Must’ve Forgot
- 2001 — And Still
- 2004 — I Smoke, I Drank, I knock out (Body Head Bangerz)
- 2004 — Can’t Be Touched (Body Head Bangerz)
- 2009 — Battle Of The Super Powers
- 2011 — Heart of the Champion

## Фильмография
- 1997 — «Женаты… с детьми» (эпизод «Дуэт о несчастной любви») — в роли самого себя (камео)
- 1997 — «Адвокат дьявола» — в роли самого себя (в титрах не указан)
- 1999 — «Часовой» — Рой Уильямс
- 1999 — «Магистрали Нью-Джерси»
- 2003 — «Матрица: Перезагрузка» — капитан Баллард
- 2007 — «Радушно приглашённый» — Ленни Бэнкс
- 2010 — «Боец» — конферансье
- 2010 — «Знакомство с Факерами 2» — родитель на вечеринке
- 2012 — «Универсальный солдат 4» — унисол
- 2013 — «Забойный реванш» — в роли самого себя (камео)
- 2015 — «Левша» — в роли самого себя (камео)
- 2016 — «Держи удар, детка!» — в роли самого себя (камео)[34]
- 2018 — «Крид 2» — в роли самого себя (камео)

### Видеоигры
- 2003 — Enter the Matrix
- 2004 — Fight Night 2004
- 2005 — Fight Night Round 2
- 2006 — Fight Night Round 3
- 2009 — Fight Night Round 4
- 2011 — Fight Night Champion